# 민세훈
민세훈(閔世勳, 1963년 7월 26일~)은 대한민국의 육상 선수이다. 1988년 하계 올림픽 남자 원반던지기에 참가했다.